# 광주대구고속도로
| 2001년 이전 고속국도 노선 (기종점은 2001년 8월 24일 이전을 기준으로 함) | 2001년 이전 고속국도 노선 (기종점은 2001년 8월 24일 이전을 기준으로 함) | 2001년 이전 고속국도 노선 (기종점은 2001년 8월 24일 이전을 기준으로 함) |
| ----------------------------------------------------------------------- | ----------------------------------------------------------------------- | ----------------------------------------------------------------------- |
| 노선 기호와 사용 연도                                                   |                                                                         | 9                                                                       |
| 노선 기호와 사용 연도                                                   | 1983년 ~ 1997년                                                         | 1997년 ~ 2001년                                                         |
| 노선명                                                                  | 88올림픽고속도로 (고속국도 제9호선)                                     | 88올림픽고속도로 (고속국도 제9호선)                                     |
| 기점                                                                    | 대구광역시 달성군                                                       | 대구광역시 달성군                                                       |
| 종점                                                                    | 전라남도 담양군                                                         | 전라남도 담양군                                                         |

광주대구고속도로(光州大邱高速道路, 고속국도 제12호선의 일부)는 광주광역시 북구 문흥동을 기점으로, 대구광역시 달성군 옥포읍을 종점으로 하여 동서를 잇는 대한민국의 고속도로이다. 1973년에 고서 ~ 담양 구간이 호남고속도로 담양선으로서 개통하고, 옥포 ~ 담양 구간이 1981년에 착공하여 1984년에 88올림픽고속도로라는 명칭으로 개통하였다. 2015년 12월, 전 구간을 4차선으로 확장하면서 광주대구고속도로로 명칭을 변경하였다.

## 사진
구 88올림픽고속도로의 사진은 광주대구고속도로의 역사 문서를 참조할 것.
광주대구고속도로
- 옥포 분기점의 광주대구고속도로(우측), 중부내륙고속도로지선(좌측) 분열 지점, 대구광역시 달성군 옥포읍 본리리
- 해인사 나들목, 합천군 야로면 야로리
- 야로대교, 합천군 야로면 정대리
- 함양군 수동면 죽산리
- 거창군 가조면 동례리
- 지리산 휴게소, 광주방향
- 사치재 구간 구 88올림픽고속도로 오르막차로와 신 광주대구고속도로 번암교, 장수군 번암면

## 구성
차로수
- 담양 분기점 ~ 동고령 나들목: 왕복 4차로
- 동광주 요금소 ~ 고서 분기점 (호남고속도로 중첩 구간), 고서 분기점 ~ 담양 분기점, 동고령 나들목 ~ 고령 분기점, 논공휴게소 ~ 옥포 분기점 : 왕복 6차로 (단, 논공휴게소에서 고령 분기점까지 광주 방면 편도 2차로.)
- 문흥 분기점 ~ 동광주 요금소 (호남고속도로 중첩 구간) : 왕복 8차로

총연장
- 176.22 km

제한속도
- 전 구간 최고 100 km/h, 최저 50 km/h

터널
| 터널 이름  | 소재지                              | 길이   | 준공 년도 | 비고      |
| ---------- | ----------------------------------- | ------ | --------- | --------- |
| 담양2터널  | 전라남도 담양군 담양읍 오계리       | 955m   | 2006년    | 대구 방면 |
| 담양2터널  | 전라남도 담양군 담양읍 오계리       | 918m   | 2006년    | 광주 방면 |
| 담양1터널  | 전라남도 담양군 담양읍 학동리       | 680m   | 2006년    | 대구 방면 |
| 담양1터널  | 전라남도 담양군 담양읍 학동리       | 685m   | 2006년    | 광주 방면 |
| 남원터널   | 전북특별자치도 남원시 대강면 옥택리 | 1,601m | 2015년    | 대구 방면 |
| 남원터널   | 전북특별자치도 남원시 대강면 옥택리 | 1,544m | 2015년    | 광주 방면 |
| 교룡산터널 | 전북특별자치도 남원시 산곡동        | 47m    | 2015년    |           |
| 산동1터널  | 전북특별자치도 남원시 산동면 대기리 | 217m   | 2015년    | 대구 방면 |
| 산동1터널  | 전북특별자치도 남원시 산동면 대기리 | 197m   | 2015년    | 광주 방면 |
| 산동2터널  | 전북특별자치도 남원시 산동면 대기리 | 65m    | 2015년    | 대구 방면 |
| 산동3터널  | 전북특별자치도 남원시 산동면 대기리 | 66m    | 2015년    | 대구 방면 |
| 산동3터널  | 전북특별자치도 남원시 산동면 대기리 | 104m   | 2015년    | 광주 방면 |
| 산동4터널  | 전북특별자치도 남원시 산동면 대기리 | 319m   | 2015년    | 대구 방면 |
| 산동4터널  | 전북특별자치도 남원시 산동면 대기리 | 369m   | 2015년    | 광주 방면 |
| 산동5터널  | 전북특별자치도 남원시 산동면 대기리 | 434m   | 2015년    | 대구 방면 |
| 산동5터널  | 전북특별자치도 남원시 산동면 대기리 | 436m   | 2015년    | 광주 방면 |
| 산동6터널  | 전북특별자치도 남원시 산동면 월석리 | 216m   | 2015년    |           |
| 산동7터널  | 전북특별자치도 장수군 번암면 유정리 | 699m   | 2015년    | 대구 방면 |
| 산동7터널  | 전북특별자치도 장수군 번암면 유정리 | 669m   | 2015년    | 광주 방면 |
| 번암1터널  | 전북특별자치도 장수군 번암면 유정리 | 262m   | 2015년    | 대구 방면 |
| 번암1터널  | 전북특별자치도 장수군 번암면 유정리 | 274m   | 2015년    | 광주 방면 |
| 번암2터널  | 전북특별자치도 장수군 번암면 유정리 | 160m   | 2015년    |           |
| 사치터널   | 전북특별자치도 장수군 번암면 유정리 | 130m   | 2015년    |           |
| 백전1터널  | 경상남도 함양군 백전면 오천리       | 620m   | 2015년    |           |
| 백전2터널  | 경상남도 함양군 백전면 오천리       | 400m   | 2015년    |           |
| 병곡1터널  | 경상남도 함양군 병곡면 옥계리       | 324m   | 2015년    | 대구 방면 |
| 병곡1터널  | 경상남도 함양군 병곡면 옥계리       | 309m   | 2015년    | 광주 방면 |
| 병곡2터널  | 경상남도 함양군 병곡면 송평리       | 583m   | 2015년    | 대구 방면 |
| 병곡2터널  | 경상남도 함양군 병곡면 송평리       | 640m   | 2015년    | 광주 방면 |
| 수동터널   | 경상남도 함양군 수동면 하교리       | 514m   | 2015년    | 대구 방면 |
| 수동터널   | 경상남도 함양군 수동면 하교리       | 624m   | 2015년    | 광주 방면 |
| 살피재터널 | 경상남도 거창군 남하면 둔마리       | 1,170m | 2015년    | 대구 방면 |
| 살피재터널 | 경상남도 거창군 남하면 둔마리       | 1,175m | 2015년    | 광주 방면 |
| 가조터널   | 경상남도 거창군 가조면 도리         | 1,559m | 2015년    | 대구 방면 |
| 가조터널   | 경상남도 거창군 가조면 도리         | 1,573m | 2015년    | 광주 방면 |
| 가야1터널  | 경상남도 합천군 가야면 성기리       | 1,229m | 2015년    | 대구 방면 |
| 가야1터널  | 경상남도 합천군 가야면 성기리       | 1,214m | 2015년    | 광주 방면 |
| 가야2터널  | 경상남도 합천군 가야면 성기리       | 750m   | 2015년    | 대구 방면 |
| 가야2터널  | 경상남도 합천군 가야면 성기리       | 742m   | 2015년    | 광주 방면 |
| 가야3터널  | 경상남도 합천군 가야면 청현리       | 1,684m | 2015년    | 대구 방면 |
| 가야3터널  | 경상남도 합천군 가야면 청현리       | 1,692m | 2015년    | 광주 방면 |
| 야로1터널  | 경상남도 합천군 야로면 묵촌리       | 627m   | 2015년    | 대구 방면 |
| 야로1터널  | 경상남도 합천군 야로면 묵촌리       | 594m   | 2015년    | 광주 방면 |
| 야로2터널  | 경상남도 합천군 야로면 묵촌리       | 789m   | 2015년    | 대구 방면 |
| 야로2터널  | 경상남도 합천군 야로면 묵촌리       | 773m   | 2015년    | 광주 방면 |
| 야로3터널  | 경상남도 합천군 야로면 청계리       | 760m   | 2015년    | 대구 방면 |
| 야로3터널  | 경상남도 합천군 야로면 청계리       | 743m   | 2015년    | 광주 방면 |
| 쌍림터널   | 경상북도 고령군 쌍림면 산당리       | 856m   | 2015년    | 대구 방면 |
| 쌍림터널   | 경상북도 고령군 쌍림면 산당리       | 846m   | 2015년    | 광주 방면 |
| 고령터널   | 경상북도 고령군 고령읍 장기리       | 555m   | 2015년    | 광주 방면 |
| 성산1터널  | 경상북도 고령군 개진면 양전리       | 499m   | 2015년    | 대구 방면 |
| 성산1터널  | 경상북도 고령군 개진면 양전리       | 482m   | 2015년    | 광주 방면 |
| 성산2터널  | 경상북도 고령군 성산면 양전리       | 281m   | 2015년    | 대구 방면 |
| 성산2터널  | 경상북도 고령군 성산면 양전리       | 255m   | 2015년    | 광주 방면 |

## 나들목 · 분기점
- 여기서 숫자는 진출입교차점 (IC 및 JC) 번호를 말하고, TG는 요금소 (Tollgate), SA는 휴게소 (Service Area)를 뜻한다.
- 거리의 단위는 km이다.
  - 연한 파란색(■): 호남고속도로 중첩 구간

| 번호                                                  | 이름                                                  | 로마자 이름                                               | 구간 거리                                             | 누적 거리                                             | 접속 노선 | 소재지                                                | 소재지                                                | 비고                                                       |
| 이전은 무안광주고속도로 참고 25호선 호남고속도로 직결 | 이전은 무안광주고속도로 참고 25호선 호남고속도로 직결 | 이전은 무안광주고속도로 참고 25호선 호남고속도로 직결     | 이전은 무안광주고속도로 참고 25호선 호남고속도로 직결 | 이전은 무안광주고속도로 참고 25호선 호남고속도로 직결 | 이전은 무안광주고속도로 참고 25호선 호남고속도로 직결                                                                              | 이전은 무안광주고속도로 참고 25호선 호남고속도로 직결 | 이전은 무안광주고속도로 참고 25호선 호남고속도로 직결 | 이전은 무안광주고속도로 참고 25호선 호남고속도로 직결      |
| ----------------------------------------------------- | ----------------------------------------------------- | --------------------------------------------------------- | ----------------------------------------------------- | ----------------------------------------------------- | --- | ----------------------------------------------------- | ----------------------------------------------------- | ---------------------------------------------------------- |
| 11                                                    | 문흥 분기점                                           | Munheung JC                                               | -                                                     | 0.00                                                  | 25호선 호남고속도로 제2순환로 (국도 제29호선 (동문대로)) (국가지원지방도 제55호선 (동문대로)) (국가지원지방도 제60호선 (동문대로)) | 광주광역시                                            | 북구                                                  |                                                            |
| TG                                                    | 동광주 요금소                                         | E.Gwangju TG                                              |                                                       |                                                       | | 광주광역시                                            | 북구                                                  | 본선요금소                                                 |
| 12                                                    | 고서 분기점                                           | Goseo JC                                                  | 4.68                                                  | 4.68                                                  | 25호선 호남고속도로 | 전라남도                                              | 담양군                                                |                                                            |
| 13                                                    | 담양 분기점                                           | Damyang JC                                                | 3.38                                                  | 8.06                                                  | 253호선 고창담양고속도로 | 전라남도                                              | 담양군                                                | 분기점 내 버스정류장이 설치됨                              |
| 14                                                    | 담양                                                  | Damyang                                                   | 3.36                                                  | 11.42                                                 | 담양로 (국도 제29호선 (죽향대로)) (국가지원지방도 제55호선 (죽향대로)) (담양88로)                                                  | 전라남도                                              | 담양군                                                |                                                            |
| SA                                                    | 강천산휴게소                                          | Gangcheonsan SA                                           |                                                       |                                                       | | 전북특별자치도                                        | 순창군                                                | 양방향                                                     |
| 15                                                    | 순창                                                  | Sunchang                                                  | 18.20                                                 | 29.62                                                 | 교성로·순창로 | 전북특별자치도                                        | 순창군                                                |                                                            |
| 16                                                    | 남원 분기점                                           | Namwon JC                                                 | 17.56                                                 | 47.18                                                 | 27호선 순천완주고속도로 | 전북특별자치도                                        | 남원시                                                |                                                            |
| SA                                                    | 남원휴게소                                            | Namwon SA                                                 |                                                       |                                                       | | 전북특별자치도                                        | 남원시                                                | 양방향(간이 휴게소) (양방향 주유소 없음)                   |
| 17                                                    | 남원                                                  | Namwon                                                    | 9.04                                                  | 56.23                                                 | 국도 제24호선 (충정로) 오들로 | 전북특별자치도                                        | 남원시                                                |                                                            |
| 18                                                    | 동남원                                                | E.Namwon                                                  | 9.49                                                  | 65.72                                                 | 남장로 (국도 제19호선 (장수로)) (지방도 제743호선 (장수로))                                                                        | 전북특별자치도                                        | 남원시                                                |                                                            |
| SA                                                    | 지리산휴게소                                          | Jirisan SA                                                |                                                       |                                                       | | 전북특별자치도                                        | 남원시                                                | 양방향                                                     |
| 19                                                    | 지리산                                                | Jirisan                                                   | 11.51                                                 | 77.23                                                 | 아백로·인월장터로 (국가지원지방도 제37호선 (유곡로)) (국도 제24호선 (황산로))                                                      | 전북특별자치도                                        | 남원시                                                |                                                            |
| 19-1                                                  | 서함양                                                | W.Hamyang                                                 | 13.94                                                 | 91.17                                                 | 병곡지곡로 | 경상남도                                              | 함양군                                                | 하이패스 전용 나들목 대구방향 진입과 광주방향 진출만 가능  |
| 20                                                    | 함양                                                  | Hamyang                                                   | 17.81                                                 | 95.03                                                 | 지방도 제1084호선 (고운로) | 경상남도                                              | 함양군                                                |                                                            |
| 21                                                    | 함양 분기점                                           | Hamyang JC                                                | 1.88                                                  | 96.91                                                 | 35호선 통영대전고속도로 | 경상남도                                              | 함양군                                                |                                                            |
| SA                                                    | 함양산삼골동서만남의광장휴게소                        | Hamyang Sansamgol East and West Underground Rendezvous SA |                                                       |                                                       | | 경상남도                                              | 함양군                                                | 양방향 (양방향 주유소 없음)                                |
| 22                                                    | 거창                                                  | Geochang                                                  | 24.21                                                 | 121.12                                                | 국도 제24호선 (거함대로) 국도 제26호선 (거함대로) 지방도 제1089호선 (거함대로)                                                     | 경상남도                                              | 거창군                                                |                                                            |
| 23                                                    | 가조                                                  | Gajo                                                      | 10.52                                                 | 131.64                                                | 지방도 제1099호선 (지산로) | 경상남도                                              | 거창군                                                |                                                            |
| SA                                                    | 거창韓휴게소                                          | Geochanghan SA                                            |                                                       |                                                       | | 경상남도                                              | 거창군                                                | 양방향                                                     |
| 24                                                    | 해인사                                                | Haeinsa                                                   | 14.83                                                 | 146.47                                                | 지방도 제1084호선 (가야산로) (지방도 제1036호선 (가야산로·미숭산로))                                                               | 경상남도                                              | 합천군                                                |                                                            |
| 25                                                    | 고령                                                  | Goryeong                                                  | 6.39                                                  | 152.86                                                | 지방도 제1011호선 (쌍쌍로) (국도 제26호선 (대가야로)) (국도 제33호선 (대가야로))                                                   | 경상북도                                              | 고령군                                                |                                                            |
| 26                                                    | 동고령                                                | E.Goryeong                                                | 12.04                                                 | 164.90                                                | 지방도 제905호선 (성산로) (국도 제26호선 (동고령로)) (지방도 제905호선 (성암로))                                                   | 경상북도                                              | 고령군                                                | 구 성산 나들목                                             |
| 27                                                    | 고령 분기점                                           | Goryeong JC                                               | 1.39                                                  | 166.29                                                | 45호선 중부내륙고속도로 | 경상북도                                              | 고령군                                                | 광주방향의 경우 중부내륙고속도로(창원방향) 진출 불가능     |
| SA                                                    | 논공휴게소                                            | Nongong SA                                                |                                                       |                                                       | | 대구광역시                                            | 달성군                                                | 양방향                                                     |
| 28                                                    | 옥포 분기점                                           | Okpo JC                                                   | 9.92                                                  | 176.21                                                | 451호선 중부내륙고속도로지선 | 대구광역시                                            | 달성군                                                | 대구방향의 경우 중부내륙고속도로지선(현풍방향) 진출 불가능 |
| 451호선 중부내륙고속도로지선 직결                     |                                                       |                                                           |                                                       |                                                       | |                                                       |                                                       |                                                            |

## 통과하는 지역
광주광역시
- 북구 (문흥동 - 장등동 - 망월동)

전라남도
- 담양군 (고서면 - 창평면 - 봉산면 - 무정면 - 담양읍 - 금성면)

전북특별자치도
- 순창군 (금과면 - 팔덕면 - 순창읍 - 유등면) - 남원시 (대강면 - 주생면 - 대산면 - 화정동 - 신정동 - 산곡동 - 용정동 - 월락동 - 고죽동 - 식정동 - 이백면 - 산동면) - 장수군 번암면 - 남원시 아영면

경상남도
- 함양군 (백전면 - 병곡면 - 함양읍 - 지곡면 - 함양읍 - 지곡면 - 수동면) - 거창군 (남상면 - 거창읍 - 남하면 - 가조면) - 합천군 (가야면 - 야로면)

경상북도
- 고령군 (쌍림면 - 고령읍 - 개진면 - 성산면)

대구광역시
- 달성군 (논공읍 - 옥포읍)

## 교통량
2009년 기준의 교통량 정보는 다음과 같다.
| 구간        | 거리 (km) | 평균 통행량 (대/일) | 평균 통행량 (대/일) |
| 구간        | 거리 (km) | 12시간              | 24시간              |
| ----------- | --------- | ------------------- | ------------------- |
| 고서 ~ 함양 | 98.3      | 6,167               | 8,364               |
| 함양 ~ 옥포 | 84.8      | 8,003               | 10,829              |

최고 통행량 지점은 동고령 나들목부터 고령 분기점까지의 1.4 km 구간으로, 24시간에 18,821대 (6개 차선, 차선당으로 환산하면 3,137대/차선)가 통과한다. 차선당 최고 통행량 지점은 고령 나들목부터 동고령 나들목까지 12.3 km 구간으로 24시간당 차선당 6,922대 (2개 차선, 총 13,843대)가 통과한다. 88올림픽고속도로는 전국에서 통행량이 가장 낮은 편에 속하며, 2차선임에도 차선당 통행량이 매우 적은 편이다.

## 같이 보기
- 고속국도 제12호선
- 호남고속도로
- 무안광주고속도로